# Anybody Seen My Baby?
Anybody Seen My Baby? / Anybody Seen My Baby? (remix) je pilotní singl k albu Bridges To Babylon rockové skupiny The Rolling Stones. Autory skladby jsou Mick Jagger a Keith Richards.
Píseň byla natočena v roce 1997 ve studiích Ocean Way Recording Studios v Los Angeles. Jako 7" singl vyšla v limitované edici 22. září 1997 a ve Velké Británii dosáhla na 22. místo.[zdroj?] Píseň pak vyšla na albu Bridges To Babylon.
A strana singlu je zkrácená verze, B strana je zkrácená verze remixu této písně. Základní informace:
- A strana: „Anybody Seen My Baby?“ (single edit) 4:00
- B strana: „Anybody Seen My Baby?“ (Soul Solution remix) (single edit) 4:53